# Großsteingräber bei Haselund
Die Großsteingräber bei Haselund waren zwei mögliche megalithische Grabanlagen der jungsteinzeitlichen Nordgruppe der Trichterbecherkultur bei Haselund im Kreis Nordfriesland in Schleswig-Holstein. Sie tragen die Fundplatznummern Haselund LA 6 und 10a.

## Lage
Die Gräber befanden sich östlich von Haselund auf einem Feld namens „Ackerkoppel“ oder „Bei dem Busche“.

## Forschungsgeschichte
August Sach beschrieb die Gräber 1896 noch als existent. Hermann Hinz dokumentierte die Standorte der Gräber erneut in seiner 1954 erschienenen Monografie zur Vorgeschichte des Nordfriesischen Festlandes. Zu dieser Zeit waren die Anlagen bereits vollständig abgetragen.

## Beschreibung
Laut Sach besaßen die beiden Anlagen kleine Hügelschüttungen, zu deren Form und Größe er keine genauen Angaben macht. Darin befanden sich steinerne Grabkammern, die Sach ebenfalls nicht genauer beschreibt. In den Kammern wurden „Steinmesser“ (gemeint sich wahrscheinlich Feuerstein-Geräte) und Keramikscherben gefunden.